# Smelowskia calycina
Smelowskia calycina är en korsblommig växtart som först beskrevs av Christian Friedrich Stephan, och fick sitt nu gällande namn av Carl Anton von Meyer. Smelowskia calycina ingår i släktet Smelowskia och familjen korsblommiga växter. Inga underarter finns listade i Catalogue of Life.

## Bildgalleri

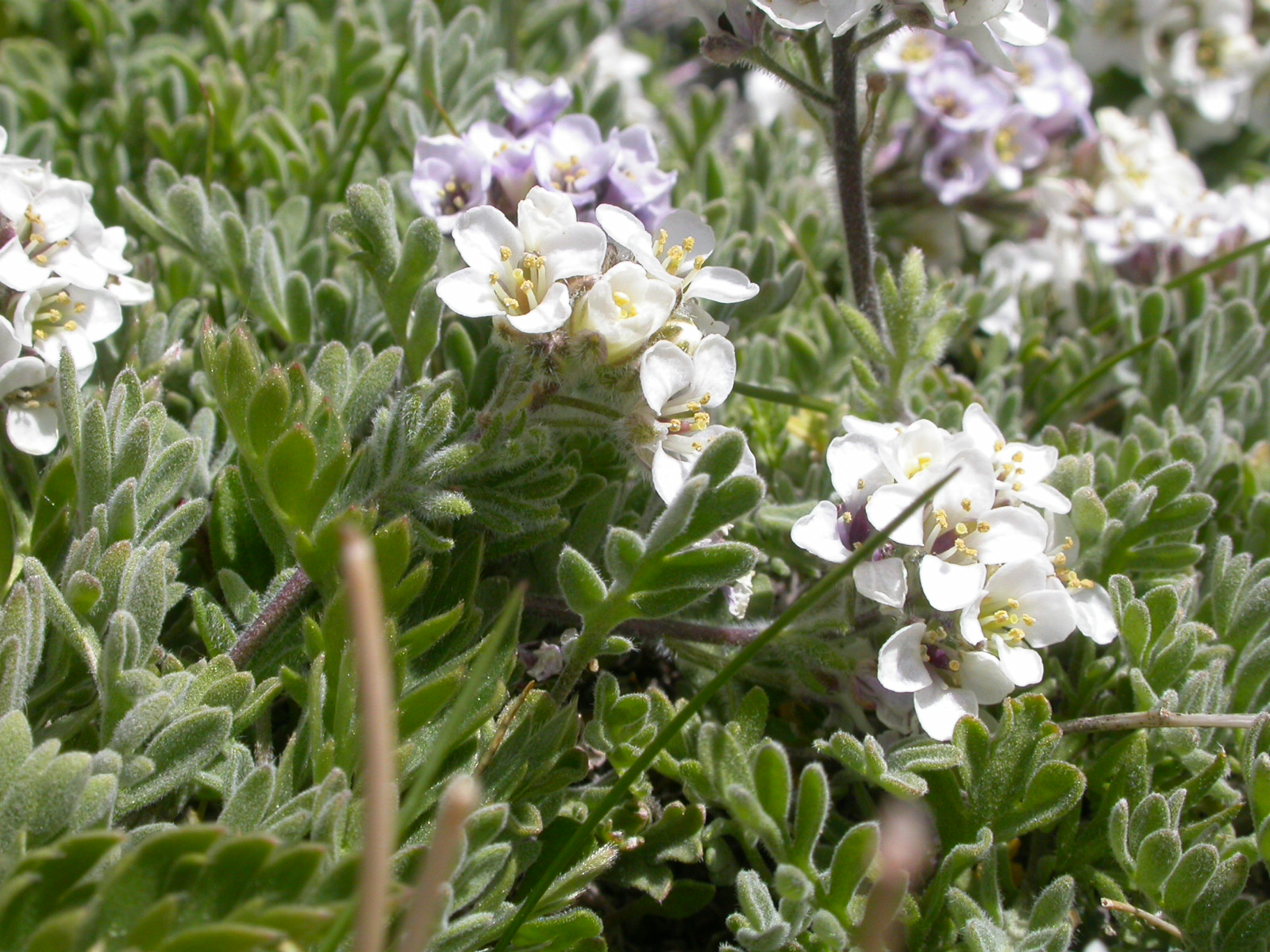
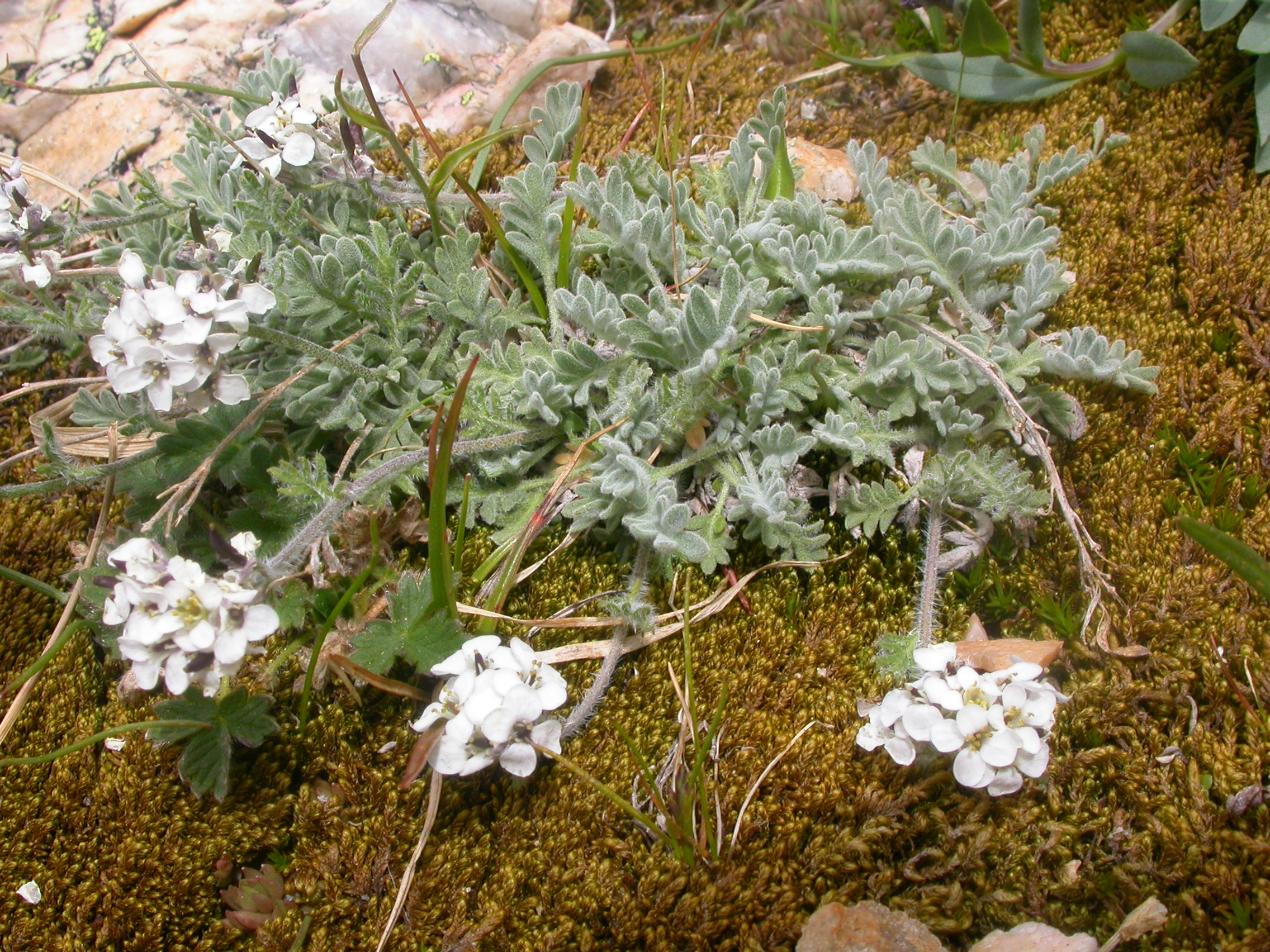
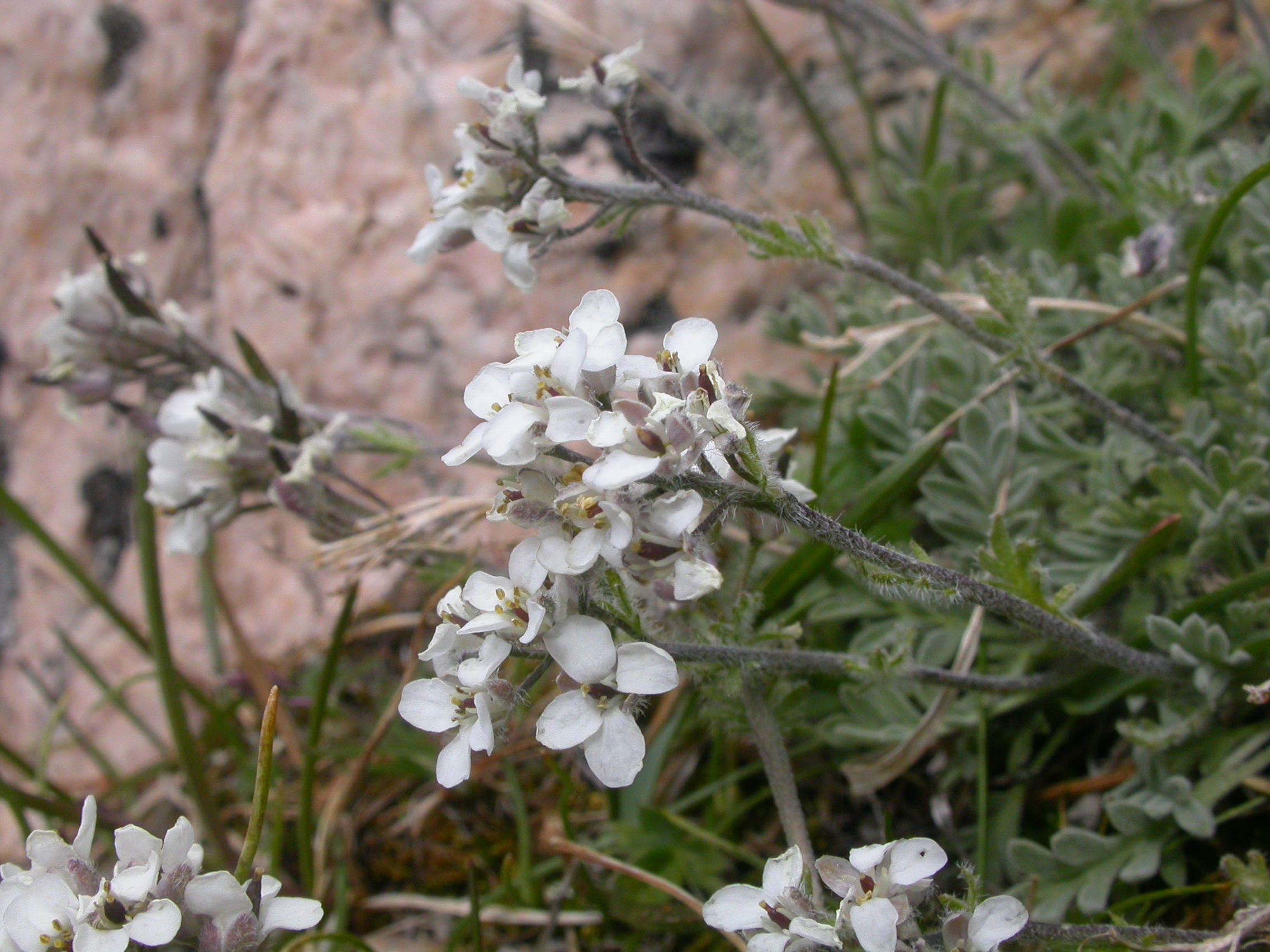
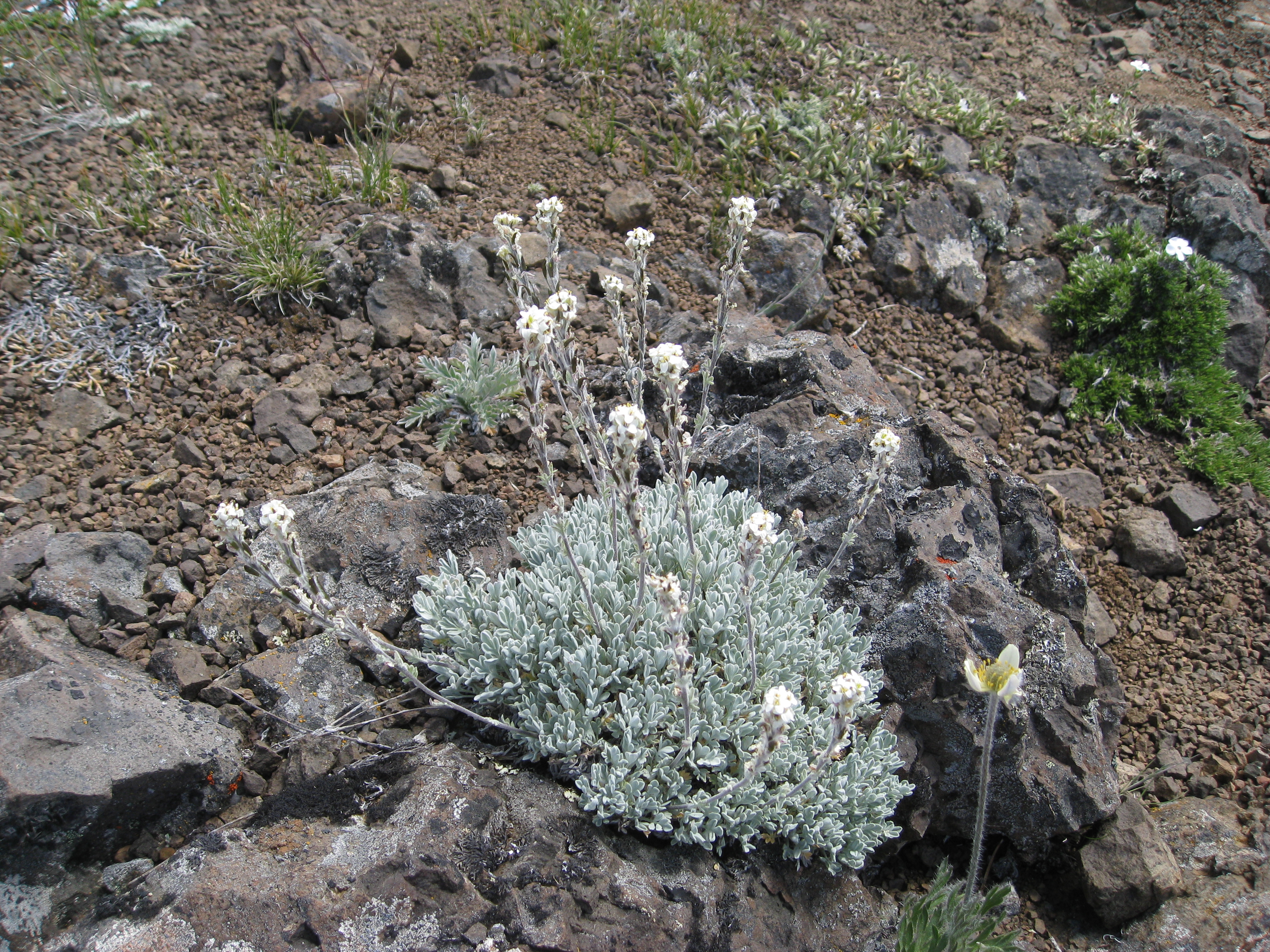